# Lijst van dieren uit The Simpsons
Dit is een lijst van dieren uit de animatieserie The Simpsons.

## Bart Junior (kikker)
Werd slechts een keer gezien en genoemd. Bart Junior is een kikker gevangen door Bart Simpson en gehouden als huisdier in Barts broek. Toen hij er uit werd gehaald zei hij in kikkertaal dat hij dacht dat Bart zijn penis bedoelde.

## Bart Junior (hagedis)
Bart Junior was ook de naam van een van Barts twee hagedissen waar hij zich over ontfermde in de aflevering Bart the Mother (seizoen 10).

## Bitey
Bitey is een koeskoes die met haar jongen in de nieuwe monorail van Springfield woont. Ze werd gezien in de aflevering "Marge vs. the Monorail". Homer's opmerking "I call the big one Bitey" is Matt Groening's favoriete zin uit de Simpsons.

## Blinky
Blinky is een drieogige vis die vooral een grote rol had in de aflevering "Two Cars in Every Garage and Three Eyes on Every Fish". Blinky werd voor het eerst even kort gezien in "Homer's Odyssey". Blinky heeft daarna nog vele cameo’s gehad in de serie. De vis is gemuteerd dankzij het nucleaire afval dat Mr. Burns altijd in de wateren rond de nucleaire centrale van Springfield laat dumpen. Bart ving de vis in deze rivier. Blinky werd uiteindelijk door Marge klaargemaakt als diner.

## Chirpy Boy
Chirpy Boy was een van de twee hagedissen waar Bart zich over ontfermde in de aflevering Bart the Mother.

## Cinnamon
Cinnamon was Marge' cavia toen ze nog een kind was. Hij stierf toen hij een verlengsnoer doorknaagde. Marge is blijkbaar nog steeds niet over de dood van Cinnamon heen.

## Control hamster
Deze hamster werd even kort gezien in de aflevering Bart the Genius.

## Coyote (Homer's spirit guide)
Homer's Spirit Guide is een coyote die opdook in de aflevering "El Viaje Misterioso de Nuestro Jomer (The Mysterious Voyage of Homer)". Homer ontmoette hem voor het eerst toen hij hallucineerde door te veel scherpe chilipepers. Zijn stem is gebaseerd op die van de zanger Johnny Cash.

## Duncan (Furious D)
Duncan (later hernoemd tot Furious D om hem harder te laten lijken) was Homer en Barts racepaard in de aflevering "Saddlesore Galactica." Duncans originele baan was dat van stuntdier. Homer kocht het paard en trainde hem tot racepaard. Furious D won een paar races, en mocht daarna met pensioen.

## Esquilax
Een esquilax is een echt dier uit de Griekse Mythologie, die werd beschreven door Chief Clancy Wiggum als een legendarische Chimaera (mythologie).
In de aflevering "Lisa's Wedding" bezoekt Lisa een middeleeuwse markt waar Wiggum een “echte esquilax” laat zien. In werkelijkheid is zijn esquilax gewoon een konijn.

## Fantastipotamus
Een fantastipotamus is een fictief dier dat werd genoemd in de aflevering "Hello Gutter, Hello Fadder." Ron Howards dochter beweert dat ze maar twee keer per dag zingen.

## Furious George
Furious George is een aap van Mr. Burns, die werd verwond bij een mesgevecht met Homer. Zijn naam is een parodie op de fictieve aap Curious George. Hij verscheen in "The Mansion Family".

## Goudvis
Is maar zelden te zien. De Simpsons hebben blijkbaar twee goudvissen waarvan de naam nooit wordt gegeven. In de aflevering "Lisa Gets an "A"" gebruikte Homer hun aquarium voor zijn kreeft Pinchy. In de aflevering "I, D'oh-Bot" verdronk Snowball III toen hij ze wilde opeten.

## Hamster Number One
In de aflevering Bart the Genius werd deze hamster even gezien.

## Iedereen
In "Treehouse of Horror XIII" verandert in een van de filmpjes dr. Hibbert iedereen in mens/dier-hybriden. Dit zijn:
- Homer - een walrus
- Marge - een panter
- Bart - een spin
- Lisa - een uil
- Maggie - een miereneter
- Ned – een koe centaur.
- Rev. Lovejoy - een coyote
- Prof. Frink – een kalkoen (wordt opgegeten).
- Disco Stu - een spitsmuis (Disco Shrew)
- Clancy Wiggum - een varken
- Ralph - een pauw, eveneens in de vorm van een centaur.
- Sarah Wiggum - een varken
- Kapitein Horatio McCallister - een alligator
- Judge Snyder – een nijlpaard
- Snake – een stinkdier
- Krusty - een leeuw
- Hans Moleman - een schildpad
- Moe - een kikker
- Cletus - een luiaard
- Dr. Nick Riviera - een eekhoorn
- Kent Brockman - een neushoorn
- Selma - een olifant
- Patty - een cheeta
- Comic Book Guy – een geit (in de vorm van een satyr)
- Otto - een kameel
- Mr. Burns - een vos
- Principal Skinner- een kangoeroejong
- Agnes Skinner - een moederkangoeroe
- Luigi - een cavia
- Bumblebee Man - een hommel
- Jasper - een geit
- Martin - een schaap
- Mrs. Krabappel - een luipaard
- Grampa - een haan
- Smithers – een roze flamingo
- Squeaky Voiced Teen - een ezel
- Mayor Quimby - een reuzenpanda
- Groundskeeper Willie - een bobtail
- Gary Chalmers - een beer
- Sideshow Mel - een lemur
- Apu Nahasapeemapetilon - een opossum
- Apu's kinderen - baby opossums
- Nelson - een wolf
- Rainier Wolfcastle - een konijn
- Eddie - ?
- Lou - ?

## Jub-Jub
Jub-Jub is Selma Bouviers huisdier iguana. Hij was oorspronkelijk van Tante Gladys. Gladys gaf Jub-Jub aan Selma, Patty en Marge' moeder Jackie, die hem totaal niet mocht. Ze gaf hem daarom door aan Selma.
Jub-Jub probeert altijd dode dingen te eten. Hij houdt ook van kakkerlakken.

## Laddie
Laddie is en collie die Bart had in de aflevering "The Canine Mutiny." Hij was een parodie op Lassie. Bart bestelde hem in een catalogus met een valse creditkaart. Hij won al snel de harten van de hele familie.

## Lincoln Eekhoorn
De "Lincoln Eekhoorn" verscheen in de aflevering "Radio Bart",in die aflevering sterft hij ook.

## Mittens
Mittens is Ralph Wiggums kat waar hij het over had in de aflevering Lisa's Rival. Hij denkt dat het woord 'mittens' een scheldwoord is.

## Mojo
Mojo was Homer Simpsons aap in de aflevering "Girly Edition." Hij nam al snel Homers levensstijl over, en werd zo erg dik. Dit tot ongenoegen van Homer, die de aap wilde trainen tot zijn slaaf.

## Mr. Mooch
Nelsons kat in de aflevering The Haw-Hawed Couple.

## Nibbles
Nibbles is een hamster die meedeed in de aflevering "Skinner's Sense of Snow". Skinner gebruikte hem om een bericht naar de buitenwereld te sturen toen hij was gevangen door de kinderen van zijn school.

## Mr. Pinchy
Homer Simpsons huisdier kreeft die verscheen in de aflevering "Lisa Gets an "A". Homer kocht Mr. Pinchy om hem later op te kunnen eten, maar toen de kreeft eindelijk groot genoeg was, was Homer te veel aan hem gehecht geraakt.

## Plopper
Plopper (ook bekend als Spider-Pig en later Harry Plopper) is een varken dat door Homer wordt geadopteerd in The Simpsons Movie. Plopper werd voor het eerst gezien in de Krusty Burger waarin hij werd gebruikt om Krusty's nieuwe burger te promoten. Wanneer Krusty aankondigt het varken te laten verwerken tot een sandwich, komt Homer tussenbeide en neemt het dier mee. Hij neemt het varken mee als huisdier, ondanks protesten van Marge, en bouwt een hechte band op met hem.
Homer slaat de mest van Plopper op in een silo en dumpt die later in het meer van Springfield. Dit is de laatste druppel, en de hele stad wordt afgesloten omdat hij te zwaar vervuild is. Nadat de familie moet vluchten en hun huis wordt vernield, wordt Plopper niet meer gezien. Hij zal echter weer opduiken in het 19e seizoen van de serie

## Princess
Princess was Lisa's pony. Homer kocht Princess voor Lisa omdat hij haar iets te vaak teleur had gesteld en hoopte het zo weer goed te kunnen maken. Omdat de pony erg duur was om te onderhouden moest Homer een tweede baan nemen bij de Kwik-E-Mart. Lisa besefte wat Homer allemaal opgaf, en deed Princess daarom weg.

## Raaf
In de eerste Treehouse Of Horror aflevering was Bart in het derde verhaal een raaf die Homer terroriseerde.

## Rosa Barks
Rosa Barks is dr. Hibberts poedel, die samen met Santa's Little Helper puppy's kreeg. (Rosa Parks was een Amerikaans burgerrechtenactiviste)

## She's The Fastest
She's The Fastest is een hond en Santa's Little Helpers vriendin. Samen kregen ze 25 puppy's.

## Shifty-eyed dog
Shifty-eyed dog werd enkel gezien in de aflevering "Beyond Blunderdome", waarin Homer een film over de hond voorsteld aan Mel Gibson.

## Snuffy
Snuffy was Lisa's hamster. Er is maar weinig over Snuffy bekend, behalve dat hij ergens voor Snowball I is overleden (dus ook al voor aanvang van de serie).

## Spider-pig
Spider-pig is een varken dat Homer gekocht of gewonnen had en waarmee hij door heel het huis en het wandelen was en dan een liedje aan het zingen

## Stampy
Stampy is een olifant die Bart kreeg in de aflevering "Bart Gets an Elephant." In die aflevering won Bart een radiowedstrijd genaamd "KBBL Wants to Give You Something Stupid." Hij mocht kiezen tussen $10.000 cash of een olifant, en koos tot ieders verbazing de olifant. Hierdoor waren DJs Bill en Marty gedwongen Bart een olifant te geven.
De olifant bleek zo duur in onderhoud dat Homer hem wilde verkopen aan een stroper en ivoorhandelaar. Maar nadat Stampy Homer redde, veranderde die van gedachten en besloot om Stampy los te laten in een natuurreservaat.
Stampy werd nog een keer genoemd in andere afleveringen, zoals op de bruiloft Apu. In de aflevering "Large Marge" werd Stampy nog een keer gezien.

## Stewart
Stewart is een kleine eend die werkt voor Mr. Burns. Zijn taak is om een klein wagentje met een gloeiende uraniumstaaf rond te rijden.

## Strangles
Strangles is Barts slang, dit tot dusver nog maar in een aflevering heeft meegedaan. Hij werd gekocht door de Simpsons nadat Santa's Little Helper een politiehond werd. Aan het eind van de aflevering werd hij geadopteerd door Willie.

## Super-Dude
Super-Dude is een hamster die de lagere school van Springfield korte tijd beroemd maakte in de aflevering Who Shot Mr. Burns? (Part One). Toen Groundskeeper Willie de dode hamster moest begraven, ontdekte hij olie.

## Tortoise
Nog een wezen dat Homer tegenkwam in de aflevering "El Viaje Misterioso de Nuestro Jomer (The Mysterious Voyage of Homer)". De schildpad zou Homer een plek leiden waar al zijn vragen zouden worden beantwoord, maar hij ging te langzaam voor homer.
Homer Simpson · Marge Simpson · Bart Simpson · Lisa Simpson · Maggie Simpson · Abraham Simpson · Patty en Selma Bouvier · Jacqueline Bouvier · Mona Simpson · Santa's Little Helper · Snowball II · Familie Bouvier
Jasper Beardley · Comic Book Guy · Eddie en Lou · Maude Flanders · Ned Flanders · Professor Frink · Barney Gumble · Julius Hibbert · Lionel Hutz · Eerwaarde Lovejoy · Kapitein Horatio McCallister · Hans Moleman · Bleeding Gums Murphy · Apu Nahasapeemapetilon · Mayor Joe Quimby · Dr. Nick Riviera · Agnes Skinner · Cletus Spuckler · Squeaky Voiced Teen · Disco Stu · Moe Szyslak · Kirk Van Houten · Luann Van Houten · Chief Clancy Wiggum
Gary Chalmers · Rod en Todd Flanders · Jimbo Jones · Kearney · Edna Krabappel · Otto Mann · Nelson Muntz · Martin Prince · Seymour Skinner · Milhouse Van Houten · Ralph Wiggum · Groundskeeper Willie · andere studenten
Montgomery Burns · Carl Carlson · Lenny Leonard · Waylon Smithers
Itchy en Scratchy · Kent Brockman · Krusty de Clown · Troy McClure · Rainier Wolfcastle · Radioactive Man
Snake · Kang & Kodos · Sideshow Bob · Fat Tony
Treehouse of Horror
Bart vs. the World · Bart Simpson's Escape from Camp Deadly · The Simpsons Arcadespel · Bart vs. the Space Mutants · Bart's House of Weirdness ·Bart vs. The Juggernauts · Krusty's Fun House · Bartman Meets Radioactive Man · Bart's Nightmare · The Itchy and Scratchy Game · Virtual Bart · Bart and the Beanstalk · Itchy & Scratchy in Miniature Golf Madness · Cartoon Studio · Virtual Springfield · Night of the Living Treehouse of Horror · Bowling · Wrestling · Road Rage · Skateboarding · Hit & Run · The Simpsons Game · The Simpsons: Tapped Out
The Simpsons · The Simpsons Pinball Party
Strips: Simpsons Comics · Bart Simpson serie · Itchy & Scratchy Comics · Bart Simpson's Treehouse of Horror · Futurama/Simpsons Infinitely Secret Crossover Crisis
Tijdschrift: Simpsons Illustrated
Boeken: Bart Simpson's Guide to Life · Family Album · Library of Wisdom · Complete Guides · Planet Simpson · The Simpsons and Philosophy
Actiefiguurtjes: World of Springfield
The Simpsons Movie
Bankgrap ·
Canyonero · 
D'oh! · 
Duff Beer · 
Schoolbordgrap · 